# Psephotellus dissimilis
El perico capirotado (Psephotellus dissimilis) es una especie de ave psitaciforme de la familia Psittaculidae endémica del Territorio del Norte de Australia. Se encuentra en las sabanas y bosques abiertos. Es una de las dos especies vivas de aves australianas que anida en los montículos de los termiteros. Está en declive en gran parte de su área de distribución original.

## Taxonomía

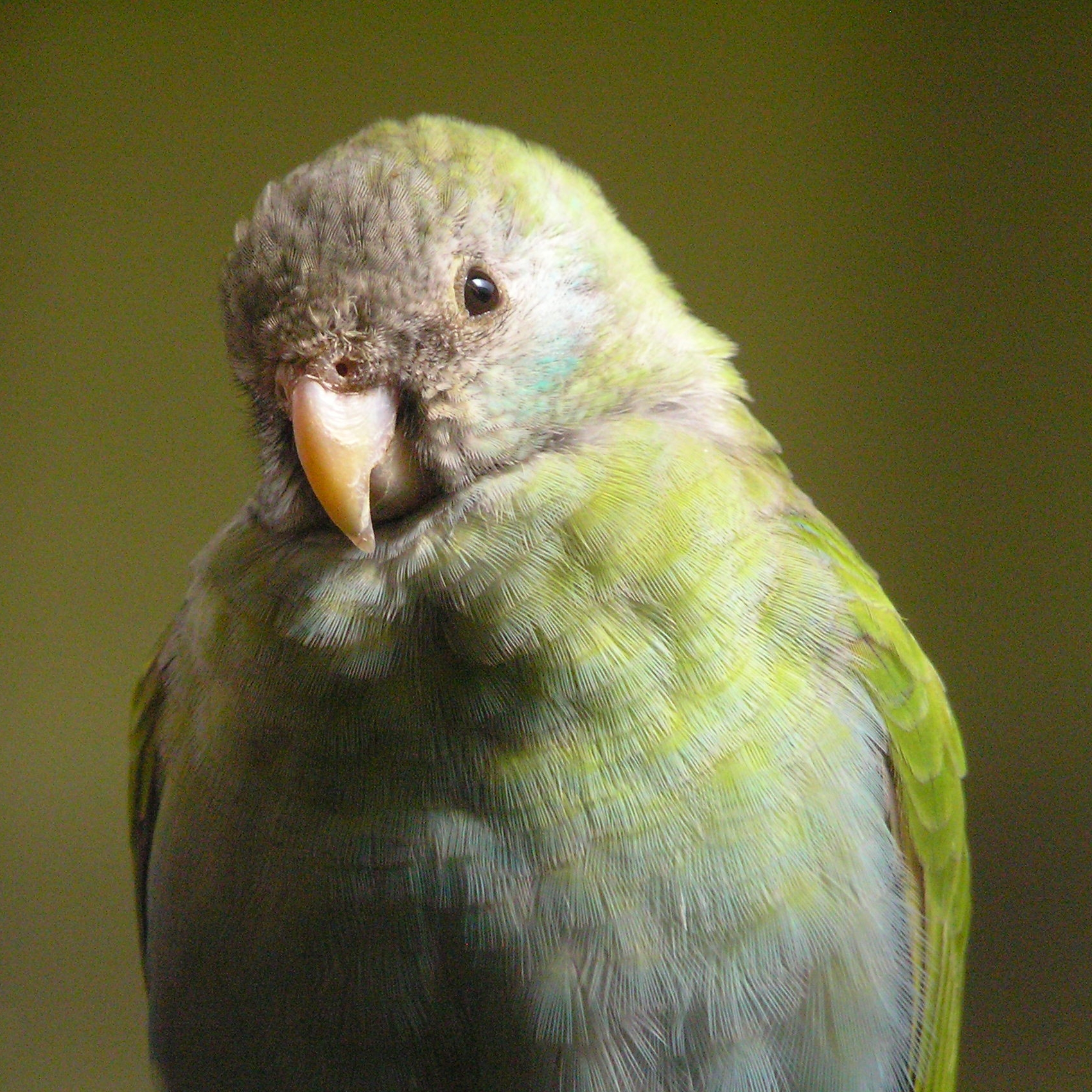
Detalle de una hembra cautiva.

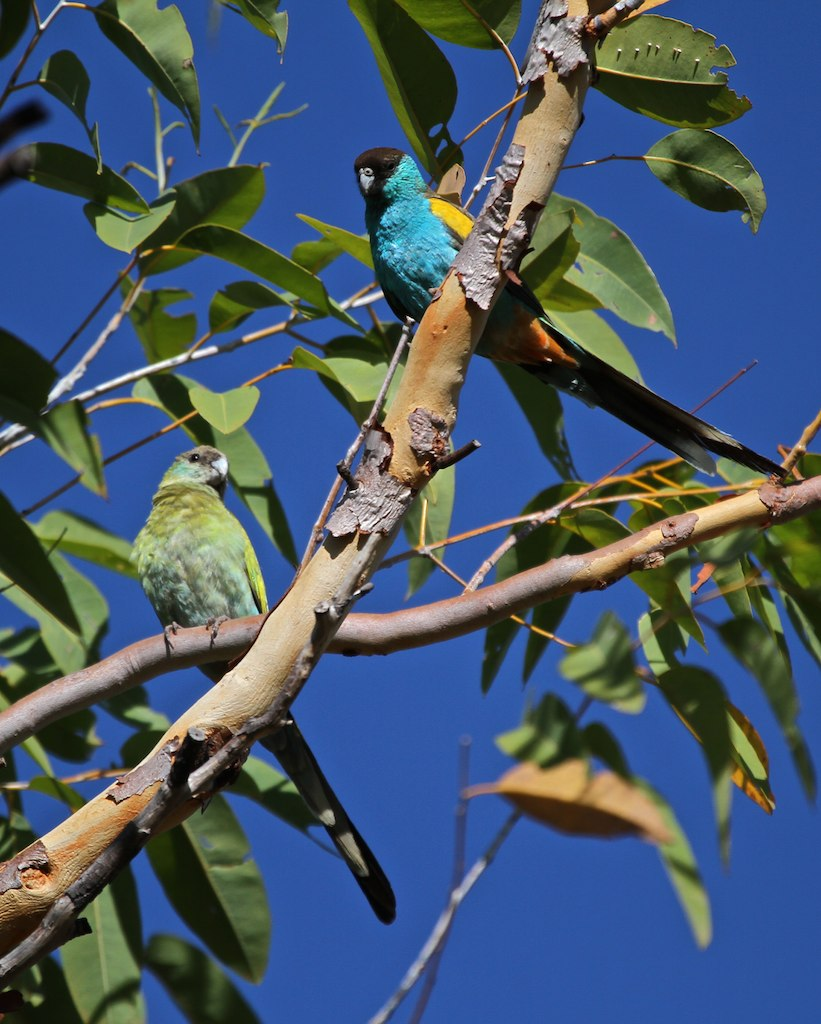
Pareja en un árbol.

Fue descrito científicamente por el naturalista noruego Robert Collett en 1898. Su nombre científico es la palabra latina dissimilis (diferente) hace referencia tanto al dimorfismo sexual que presenta como su aspecto diferente respecto de su pariente más cercano.
El perico capirotado está cercanamente emparentado del perico aligualdo (Psephotellus chrysopterygius), y fue considerado subespecie suya. Un estudio genético reveló que los ancestros de ambas especies se habrían separado a finales del Mioceno o principios del Plioceno.

## Descripción
El perico capirotado mide unos 26 cm de largo y pesa entre 50 y 60 gramos. Presenta un notable dimorfismo sexual. El macho tiene la parte superior de la cabeza negra, con el resto de la cabeza, cuello y partes inferiores de color azul turquesa, mientras que sus partes superiores son de color pardo grisáceo con una gran mancha amarilla en las alas. Su cola es de color verde oliváceo con la punta azul claro. Su pico gris azulado está muy curvado hacia abajo y sus patas son grisáceas. La hembra es de colores mucho más apagados, de cabeza y partes inferiores grisáceas y partes superiores de color verde claro, y las coberteras de la parte inferior de la cola rosadas. Los juveniles son similares a las hembras.
El macho del perico capirotado se distingue de su pariente similar el perico aligualdo porque tiene la frente negra y no clara como este último, la mancha amarilla de sus alas es mayor y carece de rojo en el abdomen. Las hembras de ambas especies son muy similares y se diferencian por que la de perico capirotado también carece de la banda clara en la frente y de tonos rojos en el abdomen.

## Distribución y hábitat
Este endemismo australiano vive en las zonas semiáridas del noreste del Territorio Norte, y está separado del perico aligualdo por la gran barrera que representa el golfo de Carpentaria.
Aunque esta especie ha desaparecido de la mayor parte de su área de distribución original, permanece abundante en las áreas protegidas. La cotorra capirotada está catalogada como especie bajo preocupación menor en la lista roja de la UICN.

## Comportamiento y biología
Se alimenta principalmente de semillas, frutos y demás materia vegetal.
El perico capirotado escava cavidades en los termiteros. Generalmente elige termiteros con montículos cónicos, y solo anidará en los de caras planas si escava en los bordes en lugar de los laterales. La excavación dura unas tres semanas. El túnel es casi horizontal y mide entre 50 y 80 cm de largo.
Se aparea una o dos veces al año, entre abril y agosto. La hembra pone de cuatro a cinco huevos blancos ligeramente brillantes, de 21x19 mm.
El perico capirotado tiene una relación ecológica estrecha con la especie de polilla Trisyntopa neossophila. La hembra de esta polilla pone sus huevos en la cavidad del nido del perico, por lo que sus huevos eclosionan al mismo tiempo que los polluelos del perico capirotado. Las larvas de la polilla viven en pequeños túneles en la base de la cavidad y salen para comer la parte oscura de las heces de los pericos, dejando depositada la blanca correspondiente a ácido úrico. Además construyen una capa de seda que cubre la base de la cavidad para protegerse de los polluelos. Se transforman en pupas en las paredes de la cavidad una vez que los polluelos desarrollados dejan el nido.
Los varanos de cabeza negra (Varanus tristis) suelen asaltar los nidos para comerse los huevos. Los termiteros son vulnerables a sufrir daños por el ganado en las zonas ganaderas, lo que amenaza sus sitios de anidamiento. También se registran atropellos de aves juveniles en las carreteras.

## Avicultura
El perico capirotado se reproduce con facilidad en cautividad, pero como pueden resultar agresivos no es conveniente incluirlos en aviarios mixtos con otras especies de loros. Se hicieron populares en Australia como mascotas a partir de la década de los 1980. Se ha conseguido criar una mutación amarilla.